# 卡梅·阿蒂加斯
卡梅·阿蒂加斯·布鲁加尔（西班牙語：Carme Artigas Brugal；1968年4月5日—）是西班牙高管、政治人物和企业家，主要专注于科技领域。出生于滨海比拉萨尔。

## 政治生涯
2020年—2023年，布鲁加尔担任西班牙数字化和人工智能国务秘书，同时兼任国家网络安全研究所及西班牙人工智能监督局主席。2023年12月19日，她宣布辞职并回归私营部门。
她还是斯坦福大学“女性数据科学会议”在西班牙的大使，以及哥伦比亚大学数据创意工厂创新网络的成员。
2023年11月，阿蒂加斯被任命为联合国人工智能咨询机构联合主席，该新设机构旨在“开展分析并提出人工智能国际治理建议”。同年12月，在西班牙担任欧盟理事会轮值主席国期间，阿蒂加斯主导并协调了欧盟层面《人工智能法案》的谈判通过，推动人工智能监管立法。

## 其他活动
- 欧洲对外关系委员会（ECFR）成员[7]